# Đuro Macut
Đuro Macut (cyr. Ђуро Мацут, wym. /dʑuro mat͡sut/; ur. 22 listopada 1963 w Belgradzie) – serbski lekarz, nauczyciel akademicki i polityk, profesor, od 2025 premier Serbii.

## Życiorys
W 1989 ukończył medycynę na Uniwersytecie w Belgradzie. Na macierzystej uczelni uzyskiwał magisterium (1995) i doktorat (1999). Specjalizował się w zakresie chorób wewnętrznych (1995) oraz endokrynologii (2002). Został pracownikiem uniwersyteckiego centrum klinicznego w Belgradzie, obejmował stanowiska kierownika oddziału i zastępcy kierownika kliniki. Jako nauczyciel akademicki związany z Uniwersytetem w Belgradzie, pełną profesurę otrzymał w 2019. Wykładał również na uczelniach w Atenach i Skopju. Ekspert w zakresie zespołu wielotorbielowatych jajników, wszedł w skład zarządu Europejskiego Towarzystwa Endokrynologicznego.
W kampanii wyborczej w 2023 wspierał koalicję skupioną wokół Serbskiej Partii Postępowej prezydenta Aleksandara Vučicia. W styczniu 2025 wygłosił przemówienie podczas wiecu ruchu Pokret za narod i državu, mającego stanowić ponadpartyjną inicjatywę prezydenta. Wszedł też w skład rady inicjatywnej tej organizacji. Na początku kwietnia tegoż roku Aleksandar Vučić wyznaczył go na nowego premiera. 16 kwietnia 2025 Zgromadzenie Narodowe udzieliło jego gabinetowi wotum zaufania. Đuro Macut i jego ministrowie zostali zaprzysiężeni tego samego dnia.

## Życie prywatne
Jest żonaty, ma jedno dziecko.